# Wolfram Birkenfeld
Wolfram Birkenfeld (* 6. November 1939 in Berlin) ist ein deutscher Jurist. Von 1986 bis zu seinem Eintritt in den Ruhestand im November 2004 war er Richter am Bundesfinanzhof.
Vor seiner Ernennung zum Richter am Bundesfinanzhof wirkte Birkenfeld als Richter am Amtsgericht Tiergarten und am Landgericht Berlin, ehe er in die Finanzgerichtsbarkeit wechselte und Richter am Finanzgericht Berlin wurde.
Am Bundesfinanzhof gehörte Birkenfeld während der gesamten Zeit seiner Zugehörigkeit zu diesem Gericht dessen vorwiegend für das Umsatzsteuerrecht zuständigen V. Senat, zuletzt als stellvertretender Vorsitzender, an.